# Jacobus
Jacobus de Boragine (ur. na początku XII w., zm. 1178) – włoski prawnik, jeden z czterech uczniów Irneriusa, tzw. quattuor doctores (Bulgarus, Hugo, Martinus), znany glosator. Autor wielu glos do różnych części Corpus Iuris civilis.